# Bosniaques
Ne doit pas être confondu avec Bosniens.
Pour les articles homonymes, voir Bosniaque.
 (novembre 2022).
Si vous disposez d'ouvrages ou d'articles de référence ou si vous connaissez des sites web de qualité traitant du thème abordé ici, merci de compléter l'article en donnant les références utiles à sa vérifiabilité et en les liant à la section « Notes et références ».
Les Bosniaques (en bosnien : sg. Bošnjak, pl. Bošnjaci, /bɔˈʃɲaːt͡si/) sont un peuple slave du sud, de langue bosnienne, vivant majoritairement en Bosnie-Herzégovine et dans certaines régions de Serbie et du Monténégro comme le Sandžak. Il y a aussi des minorités bosniaques au Kosovo, en Croatie, en Macédoine du Nord, et en Albanie. Ils forment un peu plus de la moitié de la population de Bosnie-Herzégovine, soit 54% (2013).
La diaspora bosniaque s'est formée à différentes époques, sous la pression de facteurs économiques et d'événements socio-politiques. Ses plus grandes communautés sont établies en Allemagne, aux États-Unis, en Autriche, en Turquie, en Australie, en Suisse, au Canada, en Italie, en Suède, en Croatie et en Serbie. Il existe également des minorités d'ascendance bosniaque réparties au Moyen-Orient et en Afrique du Nord.

## Dénomination

### Origine du terme
La plus ancienne appellation est le terme historique Bošnjanin (en latin : Bosniensis), qui désignait un habitant de l'État médiéval de Bosnie. Les bans (vice-rois) et rois de Bosnie ont toujours utilisé ce terme dans leurs missives pour désigner le peuple dont ils font partie. Les Ottomans reprirent cette dénomination qui devint Boşnak dans leur langue, le suffixe « ak » propre à la langue turque remplaçant alors le suffixe slave « anin ». Au cours du règne ottoman, les habitants de Bosnie s'approprièrent la désignation turque qui devint Bošnjak (pl. Bošnjaci), toujours pour désigner n'importe quel habitant de Bosnie, quelle que soit sa confession.
C'est ce terme qui fut repris au XIXe siècle par les Allemands (« Bosniake »), les Français (« Bosniaque ») et les Anglais (« Bosniak ») pour nommer l'habitant de Bosnie. Il garda ce sens premier jusqu'à l'éclatement de la Yougoslavie dans les années 1990.
En Bosnie en revanche, la dénomination Bošnjak tomba en désuétude au début du XXe siècle pour céder la place à Bosanac, car les catholiques et les orthodoxes ne se reconnaissaient plus dans le terme « Bosniaque / Bošnjak »,. Aujourd'hui encore, Bosanac désigne tout habitant de Bosnie-Herzégovine. Bien qu'il ait été traduit en français par « Bosniaque » jusque dans les années 1990, la résurgence de l'appellation Bošnjak pour désigner les seuls Slaves musulmans de Bosnie a conduit à l'utilisation en français du terme de « Bosnien » comme traduction de Bosanac.

## Histoire
Les premiers Slaves ont colonisé le territoire de la Bosnie-Herzégovine et des régions avoisinantes au VI et au début du VIIe siècle et se composaient de petites unités tribales tirées d'une seule confédération slave désignée par les Byzantins sous le nom de Sclaveni (tandis que les Antes associés colonisaient les parties orientales des Balkans). À leur arrivée, les Slaves assimilèrent les tribus paléo-balkaniques, majoritairement romanisées, génériquement connues sous le nom d'Illyriens sur le territoire de la Bosnie-Herzégovine d'aujourd'hui, mais aussi la population celtique romanisée qui s'était mêlée à celles-ci depuis le IVe siècle av. Dans une moindre mesure, les Ostrogoths de langue germanique qui avaient pénétré dans la région à la fin du IVe siècle de notre ère.
Étant une région éloignée et montagneuse, la Bosnie semble avoir été colonisée par un plus petit nombre de colons slaves que la région en général et a peut-être servi de zone de refuge pour les peuples autochtones. Les tribus désignées sous les ethnonymes de « Serbe » et de « Croate » sont décrites comme une seconde migration de différentes tribus au cours du deuxième quart du VIIe siècle qui ne semblent pas avoir été particulièrement nombreuses,. Les premières tribus « serbes » et « croates », dont l'identité exacte fait l'objet d'un débat savant, sont venues à prédominer sur les Slaves dans les régions voisines. La Bosnie proprement dite semble avoir été un territoire en dehors du royaume serbe et croate et n'est pas énumérée comme une des régions colonisées par ces tribus.
Avec le temps, la Bosnie en vient à former une unité indépendante sous l'autorité d'un dirigeant, Ban Kulin, se nommant bosniaque. Au XIVe siècle, un royaume bosniaque centré sur la rivière Bosna émergea. Ses habitants, quand ils n'utilisent pas des noms plus locaux (comté, régional), se sont appelés Bosniaques. Sous le Ban Kulin, la très grande majorité des habitants se convertit au christianisme bogomile (ou encore patarin), courant qui a été souvent persécuté par le catholicisme romain, ce qui explique entre autres pourquoi, aujourd'hui, les Bosniaques sont majoritairement musulmans,.
Au Moyen Âge, la Bosnie rassemble essentiellement des Bosniaques de religion patarine (Église bosnienne) et catholique. En 1232, le ban Ninoslav fait du patarinisme la religion d'État. Après la conquête ottomane et la chute du royaume de Bosnie, les Bosniaques patarins se convertiront graduellement à l'Islam, promu par les Turcs. Au début des années 1600, environ deux tiers des Bosniaques étaient musulmans. Les nouveaux maîtres ottomans feront venir des Valaques de religion orthodoxe comme force de travail ainsi que pour repeupler les territoires désertés à cause de la guerre ou de divers fléaux. C'est à partir de ce moment que s'implante plus sérieusement le courant chrétien orthodoxe en Bosnie alors qu'il n'était que très peu présent auparavant. Lors de la période de l'éveil des nationalismes, les catholiques de Bosnie vont commencer à s'identifier comme Croates alors que les orthodoxes vont rejoindre le camp serbe. Ces entreprises de croatisation (en) et serbisation (en) de la population chrétienne, menées par les idéologues et missionnaires des pays voisins, seront vivement décriées par le frère franciscain Antun Knežević (en), lui-même s'identifiant comme Bosniaque et étant partisan d'un nationalisme bosniaque multiconfessionnel,. Ainsi, avec le temps, seuls les musulmans garderont un sentiment envers la Bosnie et resteront Bosniaques.

### Musulman par nationalité
En 1918, lorsque la Bosnie est annexée par le royaume de Yougoslavie, les Bosniaques deviennent des citoyens de seconde catégorie: leur peuple n'est plus reconnu par le pouvoir en place et leurs droits sont bafoués. À cause de leur adhésion à l'Islam, ils deviennent les boucs émissaires de la haine que certains peuples voisins avaient accumulée pour les Ottomans durant leurs quatre siècles de règne dans la région. Cette situation perdure jusqu'en 1974, en Yougoslavie communiste, où les Bosniaques obtiennent finalement un semblant de reconnaissance. En effet, à ce moment, s'il existait officiellement les nationalités croate, macédonienne, serbe, monténégrine et slovène, la nationalité bosniaque n'avait pas de reconnaissance officielle et lors des recensements, la plupart des musulmans de Bosnie-Herzégovine en particulier et de Yougoslavie en général ne déclaraient pas d'appartenance nationale. En 1974 cependant, la nouvelle constitution yougoslave introduit la nationalité de Musulman (le M majuscule indiquant bien qu'il s'agit d'une nationalité), qui sera adoptée par la très grande majorité des bosniaques de Yougoslavie. Malgré la volonté des intellectuels bosniaques à un retour au nom historique Bosniaque, le président Tito refusa. Cette dénomination restera utilisée jusque dans les années 1990, lorsque les musulmans de Bosnie demandent la reconnaissance de leur peuple en tant que nation. Au début de la guerre de Bosnie-Herzégovine, les dirigeants des Musulmans de Bosnie choisissent de substituer à l'appellation « Musulman ».

### Utilisation du terme aujourd'hui
Aujourd'hui, les Bosniaques sont quelquefois désignés par le terme Bosniens, ou Bosniens musulmans. Cependant dans ce contexte, ces termes sont imprécis car Bosnien/ne(s) désigne les citoyens de Bosnie-Herzégovine, quelle que soit leur origine ethnique : Bosniaques, Serbes, Croates et les autres minorités de Bosnie-Herzégovine (Roms, Juifs...). Quant au terme Bosnien musulman, il est souvent considéré comme péjoratif, car il implique une désignation religieuse malgré les revendications historiques des Bosniaques pour une reconnaissance en tant que nation. Bien que le recensement de la population de 2013 montre les Bosniaques comme presque exclusivement musulmans (à cause de la politisation du recensement), il existe tout de même beaucoup de Bosniaques chrétiens et une petite minorité d'athées ou d'agnostiques, mais il est impossible d'en connaitre les chiffres exacts.
En français, le terme Bochniaques (transcription phonétique du terme Bošnjak) est apparu parfois en raison de la confusion fréquente entre Bosniaque et Bosnien pour désigner les Bosniaques lorsqu'il est question de musulman slave de langue bosnienne n'habitant pas la Bosnie-Herzégovine, notamment dans le Sandjak de Serbie, au Monténégro et au Kosovo.
Selon le Congrès bosniaque mondial, tous ceux qui ont pour langue maternelle le bosnien sont, de fait, Bosniaques, peu importent leur religion ou leurs croyances.

## Génétique
Le principal haplogroupe présent chez les Bosniaques est l'haplogroupe I I2a (I2a1b3), né dans les Balkans il y a plus de 30 000 ans, environ 55 % de la population en Bosnie-Herzégovine serait d'haplogroupe I avec la plus grande concentration mondiale en Herzégovine. Il est également l'haplogroupe dominant dans les pays de l'ancienne Yougoslavie.

## Religions
La très grande majorité des Bosniaques sont musulmans sunnites de tradition hanafite. Il existe cependant des Bosniaques adeptes de l'islam chiite, souvent des adeptes du bektachisme, et de la religion chrétienne bien qu'ils soient moins nombreux.

## Emblème

Premier drapeau de la République indépendante de Bosnie-Herzégovine (1992-1998) et symbole du peuple bosniaque.

Un symbole fréquent des Bosniaques est la fleur de lys représentant le lys bosniaque (ou Lilium bosniacum). Il était présent sur le premier drapeau de la Bosnie-Herzégovine indépendante mais ne figure pas sur le nouveau drapeau, plus ouvert vis-à-vis des autres composantes de la population de Bosnie-Herzégovine. Cet emblème est en fait le blason du premier roi bosniaque, Tvrtko Kotromanić.

## Personnalités
- Kulin Ban : ban de Bosnie qui donna une grande indépendance à son pays et écrivit une charte considérée comme le plus vieux document en langue bosnienne. Cette charte délimite les frontières de la Bosnie.
- Tvrtko Kotromanić : d'abord ban et devient ensuite le premier roi de la Bosnie. Il agrandit de façon notable le territoire de la Bosnie.
- Elizabeta Kotromanić : reine de Hongrie et de Pologne.
- Muhamed Hevai Uskufi : écrivain et poète, auteur du premier dictionnaire en langue bosnienne (1632).
- Husein Gradaščević : résistant connu pour sa révolte contre les Ottomans et son désir d'indépendance pour son peuple.
- Handan Sultan : mère du sultan Ahmet Ier et 4e Sultane Validée de l’empire ottoman.
- Ivan Franjo Jukić : moine franciscain qui lutta pour l'éveil national et les droits des Bosniaques. Il était partisan d'un nationalisme bosniaque multiconfessionnel.
- Antun Knežević (en) : frère franciscain, historien et écrivain bosniaque.
- Safvet-beg Bašagić (en) : écrivain et poète bosniaque, père de la Renaissance bosnienne.
- Mehmed Spaho : homme politique qui défendait les droits des Bosniaques dans le royaume de Yougoslavie. Il fut empoisonné par des Serbes à Belgrade en 1939, à cause de son objection à une partition de la Bosnie.
- Mak Dizdar : poète bosniaque, inspiré notamment par les écrits présents sur les tombes médiévales bosniaques (stećci) des patarins de l'Église bosnienne
- Muhamed Filipović : intellectuel et historien qui lutta pour le retour du nom historique Bosniaque. Il est également président de l'Académie bosniaque des sciences et des arts.
- Alija Izetbegović : premier président (1992-2000) de la République indépendante de Bosnie-Herzégovine. Il a redonné son indépendance à la Bosnie après cinq siècles d'occupations étrangères.
- Izet Nanić : commandant de brigade de l'armée bosniaque pendant la guerre de Bosnie.
- Mustafa Nadarević : acteur et producteur réputé et reconnu des Balkans.
- Dino Merlin : chanteur pop rock.
- Selma Bajrami : chanteuse pop-folk.
- Vahida Maglajlić : Héroïne du peuple de Yougoslavie
- Edin Džeko : joueur professionnel de football de l'AS Roma en ligue italienne et de l'équipe nationale de Bosnie-Herzégovine.
- Duda Balje : députée à l'Assemblée nationale du Kosovo
- Zlatan Ibrahimović : joueur professionnel de football de l'AC Milan en ligue italienne et de l'équipe nationale de Suède.
- Vahid Halilhodžić : ancien footballeur international yougoslave reconverti en entraîneur.
- Jusuf Nurkić : joueur de basket-ball.
- Šaban Šaulić : chanteur de nationalité serbe et d'origine bosniaque très populaire dans l'ancienne Yougoslavie.
- Muamer Zukorlić (en) : homme politique et théologien islamique.
- Halid Bešlić (en) : chanteur pop-folk.
- Senidah (en) : chanteuse slovène d'origine bosniaque.
- Šerif Konjević (en) : chanteur pop-folk.
- Miralem Pjanić : joueur professionnel de football au Beşiktaş JK et de l'équipe nationale de Bosnie-Herzégovine.
- Sead Kolašinac : joueur professionnel de football à l'Olympique de Marseille et de l'équipe nationale de Bosnie-Herzégovine.
- Emir Hadžihafizbegović (en) : acteur bosniaque.
- Çağatay Ulusoy : acteur et mannequin turc d'ascendance bosniaque.
- Lotfi Bouchnak : chanteur, compositeur et musicien tunisien d'ascendance bosniaque.
- Irfan Škiljan (de) : créateur d'IrfanView.
- Amra Silajdžić (en) : mannequin et actrice bosniaque.
- Melina Džinović (en) : créatrice de mode.
- Mirza Delibašić : joueur de basket-ball.